# Абдирайым, Бакытжан Жарылкасынулы
Бакытжан Жарылкасынулы Абдирайым (Абдраимов) Әбдірайым Бақытжан Жарылқасынұлы (род. 13 мая 1965 г. в Каратау, Жамбылская область) — член-корреспондент  НАН РК, доктор юридических наук, профессор.

## Образование
1990 г. — окончил Казахский государственный университет им. С. М. Кирова по специальности «юрист».
1992 г. — аспирантура в КазГУ им. С. М. Кирова.
1997 г. — окончил Университет «Туран» по специальности «финансы и кредит».
2001 г. — докторантура Института государства и права РАН.

## Профессиональная деятельность
Работал юрисконсультом, экономическим советником и государственным арбитром в Госарбитраже РК. (1990-1993 годы)
1993 г. — избран судьёй Высшего Арбитражного Суда РК.
С 1995 г. -2002 г.г.— судья Верховного Суда РК.
2000—2002 гг. — председатель Союза судей РК. 
В 2001 году назначен членом Высшего Судебного Совета. 
В соответствии с Распоряжением Президента РК с 2002 года назначен руководителем  Представительства Президента РК в Парламенте РК.
С марта 2006 года — руководитель Аппарата Сената Парламента РК.
В марте 2007 г. назначен на должность Председателя Комитета по судебному администрированию при Верховном Суде Республики Казахстан.
С октября 2007 г. — руководитель Представительства Президента РК в Парламенте Республики Казахстан
С  2008 года по 2011 год — ректор Евразийского национального университета им. Л. Н. Гумилёва. 
В 2012—2013 гг. — президент АО «Центр военно-стратегических исследований» при Министерстве обороны Республики Казахстан.
С октября 2013 года — заместитель министра обороны Республики Казахстан.
С 2014 по 2016 год — заместитель министра юстиции Республики Казахстан.
С  2016 -2017 год — депутат Мажилиса Парламента Республики Казахстан VI созыва.
С  2017 -2019 год — Председатель Федерации профсоюзов Республики Казахстан.
с ноября 2019 года - член Академического Совета МФЦА, Председатель Попечительского Совета Фонда инклюзивного образования, Председатель Академического Совета Национальной академии корпоративного управления NACG.

## Награды
Награждён орденом «Парасат» (2014), орденом «Құрмет» (2004), юбилейными медалями «Қазақстан Конституциясына 10 жыл», «Қазақстан Парламентіне 10 жыл», «Астананың 10 жылдығы», почётным знаком судейского сообщества "Үш би" (2002).
Награждён золотой медалью Международной ассоциации академий наук и дипломом «За большой вклад в развитие международного сотрудничества и за содействие развитию науки».